# 남이흥
남이흥(南以興, 1576년 8월 31일 (음력 7월 27일) ~ 1627년 3월 8일(음력 1월 21일))은 조선 중기의 무신으로 자는 사호(士豪), 호는 성은(城隱), 시호는 충장(忠壯), 본관은 의령이다.

## 생애
무과에 급제해 선전관, 부총관, 포도대장, 충청도병마절도사, 경상도병마절도사, 구성 부사, 안주 목사 등을 역임했다. 1623년 인조반정으로 탄핵을 받았으나 장만의 변호로 무사했고 1624년 이괄의 난 당시 도원수 장만의 휘하 장수로 반란을 평정했다.
이 공로로 연안 부사가 되고 진무공신 1등에 책록되었으며 의춘군에 봉해졌다. 이후 평안도병마절도사로 영변 부사를 역임했다.
1627년 정묘호란 당시 안주에서 청군에 대항해 맞섰으나 무기가 떨어지고 성이 함락될 위기에 처하자 성에 불을 지르고 김언수, 함응수, 장돈, 양진국 등과 함께 자결하였다.

## 추증
사후 영의정에 추증되고 부원군에 추봉되었으며 안주의 충민사에 배향되었다.

## 관련 전기 자료
- 허목, 《기언 별집》 권23, 의춘군비
- 이경석, 《백헌집》 권37, 의춘군 증 우의정 남 공 시장
- 임상원, 《염헌집》 권33, 절도사 의춘부원군 남 공 묘지명

## 관련 문화재
- 남이흥장군 일가 유품 - 중요민속문화재 제21호
- 남이흥 장군 묘 일원 - 충청남도의 기념물 제52호